# Earle Combs
Earle Bryan Combs (Pebworth, 14 maggio 1899 – Richmond, 21 luglio 1976) è stato un giocatore di baseball statunitense di ruolo esterno per tutta la carriera con i New York Yankees della Major League Baseball (MLB). È stato introdotto nella National Baseball Hall of Fame nel 1970.

## Carriera
Soprannominato "the Kentucky Colonel", Combs era il primo battitore nella rotazione degli Yankees mentre in difesa giocò come esterno centro nel celebre gruppo di giocatori della squadra soprannominato "Murderer's Row", uno dei indotti nella Baseball assieme a Waite Hoyt, Herb Pennock, Tony Lazzeri, Lou Gehrig e Babe Ruth. Durante la sua carriera da giocatore vinse per tre volte le World Series. Combs guidò la lega in tripli per tre volte e fu tra i primi dieci della categoria in diverse altre stagioni. Dopo il ritiro da giocatore rimase nello staff degli allenatori degli Yankees, vincendo per altre sei volte le World Series.

## Palmarès

### Club
- World Series: 9

New York Yankees: 1927, 1928, 1932 (come giocatore) 1936–1939, 1941, 1943 (come allenatore esterni)